# Alexa Rae
Alexa Rae (Atlanta, 10 de dezembro de 1980) é uma atriz pornográfica norte-americana.

## Biografia
Durante a juventude praticava equitação aos 14 anos, atuando em competições nacionais. Em 1998, com apenas 18 anos, começou a atuar no Gold Club, um clube de striptease em Atlanta, com o pseudônimo Fantasy (Fantasia). Então começou sua carreira na indústria de filmes adultos.
Para criar seu nome artístico, foi inspirada pela filha do cantor, compositor e pianista Billy Joel, Alexa Ray Joel.
Apareceu em um videoclipe da banda de punk rock feminino Lo-Ball e um artigo no TIME sobre sexo online.

## Prêmio
- 2003 AVN Award "Melhor Cena de Sexo Grupal" com Lexington Steele em Lex the Impaler 2.[3]